# Ministri delle finanze del Regno d'Italia
I ministri delle finanze del Regno d'Italia si sono avvicendati dal 1861 (proclamazione del Regno d'Italia) al 1946 (nascita della Repubblica Italiana), dal 1922 al 1944 come ministri delle finanze e del tesoro.
| Ministro                             | Foto                              | Mandato                              | Governo                           |
| ------------------------------------ | --------------------------------- | ------------------------------------ | --------------------------------- |
| Ministero delle finanze              |                                   |                                      |                                   |
| Pietro Bastogi                       |                                   | 17 marzo 1861 - 12 giugno 1861       | Governo Cavour IV                 |
| Pietro Bastogi                       | 12 giugno 1861 - 3 marzo 1862     | Governo Ricasoli I                   |                                   |
| Quintino Sella                       |                                   | 4 marzo 1862 - 8 dicembre 1862       | Governo Rattazzi I                |
| Marco Minghetti                      |                                   | 8 dicembre 1862 - 24 marzo 1863      | Governo Farini                    |
| Marco Minghetti                      | 24 marzo 1863 - 28 settembre 1864 | Governo Minghetti I                  |                                   |
| Quintino Sella                       |                                   | 28 settembre 1864 - 31 dicembre 1865 | Governo La Marmora I              |
| Antonio Scialoja                     |                                   | 31 dicembre 1865 - 20 giugno 1866    | Governo La Marmora II             |
| Antonio Scialoja                     | 20 giugno 1866 - 17 febbraio 1867 | Governo Ricasoli II                  |                                   |
| Agostino Depretis                    |                                   | Governo Ricasoli II                  | 17 febbraio 1867 - 10 aprile 1867 |
| Francesco Ferrara                    |                                   | 10 aprile 1867 - 27 ottobre 1867     | Governo Rattazzi II               |
| Luigi Guglielmo Cambray-Digny        |                                   | 27 ottobre 1867 - 5 gennaio 1868     | Governo Menabrea I                |
| Luigi Guglielmo Cambray-Digny        | 5 gennaio 1868 - 13 maggio 1869   | Governo Menabrea II                  |                                   |
| Luigi Guglielmo Cambray-Digny        | 13 maggio 1869 - 14 dicembre 1869 | Governo Menabrea III                 |                                   |
| Quintino Sella                       |                                   | 13 maggio 1869 - 10 luglio 1873      | Governo Lanza                     |
| Marco Minghetti                      |                                   | 10 luglio 1873 - 25 marzo 1876       | Governo Minghetti II              |
| Agostino Depretis                    |                                   | 25 marzo 1876 - 28 dicembre 1877     | Governo Depretis I                |
| Agostino Magliani                    |                                   | 28 dicembre 1877 - 24 marzo 1878     | Governo Depretis II               |
| Federico Seismit-Doda                |                                   | 24 marzo 1878 - 19 dicembre 1878     | Governo Cairoli I                 |
| Agostino Magliani                    |                                   | 19 dicembre 1878 - 14 luglio 1879    | Governo Depretis III              |
| Bernardino Grimaldi                  |                                   | 14 luglio 1879 - 25 novembre 1879    | Governo Cairoli II                |
| Agostino Magliani                    |                                   | 25 novembre 1879 - 29 maggio 1881    | Governo Cairoli III               |
| Agostino Magliani                    | 29 maggio 1881 - 25 maggio 1883   | Governo Depretis IV                  |                                   |
| Agostino Magliani                    | 25 maggio 1883 - 30 marzo 1884    | Governo Depretis V                   |                                   |
| Agostino Magliani                    | 30 marzo 1884 - 29 giugno 1885    | Governo Depretis VI                  |                                   |
| Agostino Magliani                    | 29 giugno 1885 - 4 aprile 1887    | Governo Depretis VII                 |                                   |
| Bernardino Grimaldi                  |                                   | 4 aprile 1887 - 29 luglio 1887       | Governo Depretis VIII             |
| Bernardino Grimaldi                  | 29 luglio 1887 - 29 dicembre 1888 | Governo Crispi I                     |                                   |
| Francesco Crispi                     |                                   | Governo Crispi I                     | 29 dicembre 1888 - 9 marzo 1889   |
| Federico Seismit-Doda                |                                   | 9 marzo 1889 - 14 settembre 1890     | Governo Crispi II                 |
| Giovanni Giolitti                    |                                   | 14 settembre 1890 - 10 dicembre 1890 | Governo Crispi II                 |
| Bernardino Grimaldi                  |                                   | 10 dicembre 1890 - 6 febbraio 1891   | Governo Crispi II                 |
| Giuseppe Colombo                     |                                   | 6 febbraio 1891 - 4 maggio 1892      | Governo di Rudinì I               |
| Luigi Luzzatti ad interim            |                                   | 4 maggio 1892 - 15 maggio 1892       | Governo di Rudinì I               |
| Vittorio Ellena                      |                                   | 15 maggio 1892 - 7 luglio 1892       | Governo Giolitti I                |
| Bernardino Grimaldi ad interim       |                                   | 7 luglio 1892 - 24 maggio 1893       | Governo Giolitti I                |
| Lazzaro Gagliardo                    |                                   | 24 maggio 1893 - 15 dicembre 1893    | Governo Giolitti I                |
| Sidney Sonnino                       |                                   | 15 dicembre 1893 - 14 giugno 1894    | Governo Crispi III                |
| Paolo Boselli                        |                                   | 14 giugno 1894 - 10 marzo 1896       | Governo Crispi IV                 |
| Ascanio Branca                       |                                   | 10 marzo 1896 - 11 luglio 1896       | Governo di Rudinì II              |
| Ascanio Branca                       | 11 luglio 1896 - 14 dicembre 1897 | Governo di Rudinì III                |                                   |
| Ascanio Branca                       | 14 dicembre 1897 - 1º giugno 1898 | Governo di Rudinì IV                 |                                   |
| Ascanio Branca                       | 1º giugno 1898 - 29 giugno 1898   | Governo di Rudinì V                  |                                   |
| Paolo Carcano                        |                                   | 29 giugno 1898 - 14 maggio 1899      | Governo Pelloux I                 |
| Pietro Carmine                       |                                   | 14 maggio 1899 - 24 giugno 1900      | Governo Pelloux II                |
| Bruno Chimirri                       |                                   | 24 giugno 1900 - 15 febbraio 1901    | Governo Saracco                   |
| Leone Wollemborg                     |                                   | 15 febbraio 1901 - 3 agosto 1901     | Governo Zanardelli                |
| Paolo Carcano                        |                                   | 3 agosto 1901 - 3 novembre 1903      | Governo Zanardelli                |
| Pietro Rosano                        |                                   | 3 novembre 1903 - 9 novembre 1903    | Governo Giolitti II               |
| Luigi Luzzatti ad interim            |                                   | 9 novembre 1903 - 24 novembre 1904   | Governo Giolitti II               |
| Angelo Majorana Calatabiano          |                                   | 24 novembre 1904 - 12 marzo 1905     | Governo Giolitti II               |
| Angelo Majorana Calatabiano          | 12 marzo 1905 - 27 marzo 1905     | Governo Tittoni                      |                                   |
| Angelo Majorana Calatabiano          | 27 marzo 1905 - 24 dicembre 1905  | Governo Fortis I                     |                                   |
| Pietro Vacchelli                     |                                   | 24 dicembre 1905 - 8 febbraio 1906   | Governo Fortis II                 |
| Antonio Salandra                     |                                   | 8 febbraio 1906 - 29 maggio 1906     | Governo Sonnino I                 |
| Fausto Massimini                     |                                   | 29 maggio 1906 - 24 marzo 1907       | Governo Giolitti III              |
| Angelo Majorana Calatabiano          |                                   | 24 marzo 1907 - 19 aprile 1907       | Governo Giolitti III              |
| Pietro Lacava                        |                                   | 19 aprile 1907 - 10 dicembre 1909    | Governo Giolitti III              |
| Enrico Arlotta                       |                                   | 11 dicembre 1909 - 31 marzo 1910     | Governo Sonnino II                |
| Luigi Facta                          |                                   | 31 marzo 1910 - 30 marzo 1911        | Governo Luzzatti                  |
| Luigi Facta                          | 30 marzo 1911 - 21 marzo 1914     | Governo Giolitti IV                  |                                   |
| Luigi Rava                           |                                   | 21 marzo 1914 - 31 ottobre 1914      | Governo Salandra I                |
| Edoardo Daneo                        |                                   | 31 ottobre 1914 - 18 giugno 1916     | Governo Salandra II               |
| Filippo Meda                         |                                   | 18 giugno 1916 - 30 ottobre 1917     | Governo Boselli                   |
| Filippo Meda                         | 30 ottobre 1917 - 23 giugno 1919  | Governo Orlando                      |                                   |
| Francesco Tedesco                    |                                   | 23 giugno 1919 - 14 marzo 1920       | Governo Nitti I                   |
| Carlo Schanzer                       |                                   | 14 marzo 1920 - 21 maggio 1920       | Governo Nitti I                   |
| Giuseppe de Nava                     |                                   | 21 maggio 1920 - 15 giugno 1920      | Governo Nitti II                  |
| Francesco Tedesco                    |                                   | 15 giugno 1920 - 10 agosto 1920      | Governo Giolitti V                |
| Luigi Facta                          |                                   | 10 agosto 1920 - 4 luglio 1921       | Governo Giolitti V                |
| Marcello Soleri                      |                                   | 4 luglio 1921 - 22 febbraio 1922     | Governo Bonomi I                  |
| Giovanni Battista Bertone            |                                   | 26 febbraio 1922 - 1º agosto 1922    | Governo Facta I                   |
| Giovanni Battista Bertone            | 1º agosto 1922 - 28 ottobre 1922  | Governo Facta II                     |                                   |
| Alberto De Stefani                   |                                   | 28 ottobre 1922 - 22 dicembre 1922   | Governo Mussolini                 |
| Ministero del tesoro e delle finanze |                                   |                                      |                                   |
| Alberto De Stefani                   |                                   | 22 dicembre 1922 - 10 luglio 1925    | Governo Mussolini                 |
| Giuseppe Volpi                       |                                   | 10 luglio 1925 - 9 luglio 1928       | Governo Mussolini                 |
| Antonio Mosconi                      |                                   | 9 luglio 1928 - 20 luglio 1932       | Governo Mussolini                 |
| Guido Jung                           |                                   | 20 luglio 1932 – 17 gennaio 1935     | Governo Mussolini                 |
| Paolo Thaon di Revel                 |                                   | 17 gennaio 1935 – 6 febbraio 1943    | Governo Mussolini                 |
| Giacomo Acerbo                       |                                   | 6 febbraio 1943 - 25 luglio 1943     | Governo Mussolini                 |
| Domenico Bartolini                   |                                   | 28 luglio 1943 - 11 febbraio 1944    | Governo Badoglio I                |
| Guido Jung                           |                                   | 11 febbraio 1944 - 17 aprile 1944    | Governo Badoglio I                |
| Quinto Quintieri                     |                                   | 22 aprile 1944 - 8 giugno 1944       | Governo Badoglio II               |
| Ministero delle finanze              |                                   |                                      |                                   |
| Stefano Siglienti                    |                                   | 18 giugno 1944 - 10 dicembre 1944    | Governo Bonomi II                 |
| Antonio Pesenti                      |                                   | 12 dicembre 1944 - 19 giugno 1945    | Governo Bonomi III                |
| Mauro Scoccimarro                    |                                   | 21 giugno 1945 - 8 dicembre 1945     | Governo Parri                     |
| Mauro Scoccimarro                    | 10 dicembre 1945 - 1º luglio 1946 | Governo De Gasperi I                 |                                   |